# Symfonie nr. 4 (Tippett)
Sir Michael Tippett voltooide zijn Symfonie nr. 4 in 1977. Het was zijn laatste in dit genre.

## Geschiedenis
Tippett kreeg de opdracht voor dit werk van het Chicago Symphony Orchestra, dat toen onder leiding stond van Georg Solti. Tippett begon in 1976 aan het werk een haalde de inspriratie voor deze symfonie uit een versneld afgedraaid filmpje over de ontwikkeling van een konijn van eerste cel, levend wezen tot aan zijn / haar dood. Tippett componeerde in een moderne stijl, die eigenlijk alleen aan hem toegeschreven kon worden. Deze compositie wordt ingedeeld in zijn derde stijlperiode waarin hij lyrische muziek combineerde met een sobere stijl. De eerste uitvoering vond plaats in Chicago op 6 oktober 1977, door de opdrachtgever met haar dirigent.

## Muziek
Ook qua stijlvorm combineerde hij van alles. In deze symfonie, zijn de traditionele sonate-vorm, fantasie, symfonisch gedicht en fuga vermengd. Daartegenover staat dat Tippett de symfonie niet heeft verdeeld in de traditionele vier delen, maar met een werk kwam dat in een adem, als het leven zelf, achter elkaar doorgespeeld moet worden. Voorts ontbreken namen van onderdelen van de symfonie, het commentaar op de zeven secties is sober: Introductie en expositie, Ontwikkeling 1, Langzaam deel, Ontwikkeling 2, Scherzo en Trio, Ontwikkeling 3, Recapitulatie. Alles aangegeven in Tempo I, II en III, alles tot een minimum teruggebracht.

### Orkestratie
Wat niet tot een minimum is teruggebracht is de instrumentatie, waarbij dan opgeteld moet worden het bijzondere solo-instrument:
- windmachine (of elektronisch versterkte zanger), die de geboorte en sterfte aangeeft;
- 2 dwarsfluiten, beiden ook piccolos), 2 hobo’s, althobo, 2 klarinetten, basklarinet, 2 fagotten, contrafagot,
- 6 hoorns, 3 trompetten, 3 trombones, 2 tubas,
- pauken, 3 personen percussie voor kleine trom, tenortrom, grote trom, rototoms, bekkens, woodblock, Triangel, xylofoon, marimba, vibrafoon, glockenspiel, buisklokken, maraca's, claves, harp, piano, tape en
- violen, altviolen, celli, contrabassen.

### Stijl
De muziek is onrustig en confronterend. Fanfares worden afgewisseld met rustiger koraalachtige passages, rumoerige muziek met stille passages, dan weer uitgelaten, dan weer ingetogen. De symfonie golft op en neer. Rust vindt de symfonie pas in de slotmaten waarin de stervende zich aan het leven vastklampt, door het muzikaal herhalen van eerder in de symfonie gespeelde muziek, afgewisseld met zeer rustige passages die steeds langer duren. Vervolgens treedt de windmachine weer in werking. Na driemaal "geademd" te hebben treedt de stilte in; de laatste ademtocht is achter de rug.

## Discografie
- NMC Recordings: BBC Symphony Orchestra o.l.v. componist (de uitvoering aangehaald op de Engelstalige Wikipedia, heruitgegeven)
- Chandos: Bournemouth Symphony Orchestra o.l.v. Richard Hickox
- Decca: Chicago SO o.l.v. Solti (in verzamelbox)